# Гальдар
Гальдар (исп. Gáldar) — город и муниципалитет в Испании, входит в провинцию Лас-Пальмас в составе автономного сообщества Канарские острова. Находится на острове Гран-Канария. На 1 января 2011 года население Гальдара составляло 24 361 человека.
До завоевания Гран-Канарии испанцами в XV веке Гальдар являлся столицей острова. В городе сохранились исторические постройки, а также археологический музей и парк Куэва-Пинтада с наследием гуанчей.

## Географическое расположение
Муниципалитет расположен в северо-западной части острова Гран-Канария и граничит с муниципалитетами Артенара, Агаэте, Санта-Мария-де-Гиа-де-Гран-Канария и Мойя. Расстояние до столицы острова Лас-Пальмас-де-Гран-Канария составляет около 28 км.
Город находится у подножия вулкана Пико-де-Гальдар (440 м), который в шутку называют «Тейде Гран-Канарии» за схожесть с вулканом на Тенерифе.

## История
Гальдар является городом с богатой историей. Название города происходит от «Агальдар», что значит буквально «королевский город». Ещё при гуанчах, коренном населении Канарских островов, Агальдар являлся важным культурным центром. Свидетельства об этом сохранились в древних постройках и археологических памятниках культуры. Также многие улицы города носят гуанчские названия.
В доиспанский период коренное население Канарских островов делилось на несколько групп, каждую из которых возглавлял предводитель. Один из вождей, Гумидафе, начал войну за своё главенство, которая привела к подчинению ему более мелких групп, и провозгласил себя правителем Гран-Канарии. Его единственный сын Артемий Семидан укрепил за собой позиции единственного правителя острова. После его смерти остров был поделён между его сыновьями на два королевства — Агальдар и Тельде, — которые просуществовали до времени завоевания Канарского архипелага испанцами. Таким образом, Агальдар был резиденцией одного из правителей (гуанартеме) острова Гран-Канария.
Завоевание Канарских островов испанцами началось в 1402 году. Жители Гран-Канарии успешно боролись против завоевателей на протяжении почти 80 лет. 24 июня 1478 года на северо-восточном берегу Гран-Канарии высадилась огромная испанская эскадра под предводительством Хуана Рехона. Гуанчи были разгромлены и отдали северо-восточную часть острова в руки завоевателей. Новой столицей Гран-Канарии стал город Лас-Пальмас. Постепенно остров был полностью захвачен Кастильской короной.
Последний гуанартеме Агальдара Тенесор Семидан был захвачен в плен Алонсо Фернандесом де Луго. Тенесор был отправлен в Испанию, где был крещён под новым именем Фернандо Гуанартеме, и по возвращении на Гран-Канарию стал надёжным союзником испанцев. Коренное население окончательно сдалось в 1483 году. В 1484 году был официально основан город Гальдар.
С переносом столицы в Лас-Пальмас Гальдар хоть и потерял былое значение, но все же остался крупным культурным центром. Власть на острове разделяется на три части. К бывшим двум центрам политической жизни добавилась новая столица, в которой обосновались администрация, епископ и кабильдо. За Гальдаром и Тельде сохранилась местная власть.
В конце XVIII века в Гальдаре начался новый экономический и культурный подъём. Стало развиваться сельское хозяйство, в первую очередь выращивание сахарного тростника и бананов. В этот период также активно происходила застройка города, которая определила нынешний облик Гальдара. В 1778 году началось строительство церкви Сантьяго-де-лос-Кабальерос напротив того места, где ранее располагалась королевская резиденция. В 1812 году в Гальдар был временно перенесён Верховный суд, в 1821 году был создан главный судебный округ. В 1847 году был основан Королевский театр.
9 августа 1894 года по указу Марии Кристины Гальдару был присвоён статус города. В начале XX века вновь стало расти высокими темпами сельское хозяйство. Высокий спрос на бананы привёл к разрастанию города и новой волне застроек. Гальдар обогатился новыми зданиями, иногда эклектичными, которые разнообразили его облик.

## Население
| Год  | Численность | Численность   |
| ---- | ----------- | ------------- |
| 2001 | 22 335      | [ 2 ]         |
| 2002 | 22 677      | [ 3 ]         |
| 2004 | 22 992      | [ 4 ]         |
| 2005 | 23 201      | [ 5 ]         |
| 2006 | 23 453      | [ 6 ]         |
| 2007 | 23 776      | [ 7 ]         |
| 2008 | 23 951      | [ 8 ]         |
| 2009 | 24 405      | [ 9 ]         |
| 2010 | 24 473      | [ 10 ]        |
| 2011 | 24 361      | [ 11 ]        |
| 2012 | 24 319      | [ 12 ]        |
| 2013 | 24 227      | [ 13 ]        |
| 2014 | 24 209      | [ 14 ] [ 15 ] |
| 2015 | 24 235      | [ 16 ]        |
| 2016 | 24 296      | [ 17 ]        |
| 2017 | 24 251      | [ 18 ]        |
| 2018 | 24 209      | [ 19 ]        |
| 2019 | 24 242      | [ 20 ]        |
| 2020 | 24 370      | [ 21 ]        |
| 2021 | 24 455      | [ 22 ]        |
| 2022 | 24 567      | [ 23 ]        |
| 2023 | 24 678      | [ 24 ]        |
| 2024 | 24 811      | [ 1 ]         |

## Экономика
До недавнего времени сельское хозяйство оставалось главным сектором экономики Гальдара. Первенство держит выращивание и экспорт бананов, затем следуют сахарный тростник, томаты, картофель, лук. Сегодня площадь, используемая для выращивания сельскохозяйственных культур, составляет 1694 га. Из них на 665,94 га отданы под злаковые и бобовые культуры, а также пастбища; на 630,42 га разместились банановые плантации; на 164,74 га выращивают картофель; на остальной площади выращивают декоративные растения, томаты, цитрусовые и экзотические фрукты.
Животноводство также является главной отраслью аграрного сектора. В муниципалитете разводят около 10 000 животных, большинство из них составляют козы и овцы, менее 20 % приходится на крупный рогатый скот и свиней. Из овечьего молока производят типичный для региона сыр.
Гальдарский порт Сардина является одним из самых оживлённых в архипелаге после портов Лас-Пальмас-де-Гран-Канария и Санта-Крус-де-Тенерифе.
На 2001 год в первичном секторе экономики были заняты 17,3 % населения, на вторичный сектор экономики приходились 26,7 % (6,3 % в индустрии, 20,4 % в строительстве), на сектор услуг приходились 56 % населения.

## Достопримечательности
- Церковь Сантьяго-де-лос-Кабальерос в неоклассическом стиле, была заложена в 1778 году на месте, напротив которого ранее располагалась королевская резиденция гуанчей. Особого внимания заслуживают скульптуры Иисуса и Девы Марии работы Хосе Лухана Переса. Находится на площади Сантьяго.
- Площадь Святого Иакова, славящаяся архитектурной композицией. Помимо церкви Сантьяго, на ней расположено здание городского совета, во внутреннем дворе которого в 1718 году было посажено драконово дерево. Оно считается одним из старейших деревьев на Канарских островах.
- Археологический музей и парк Куэва-Пинтада. «Разрисованная пещера» с геометрическими узорами, созданными гуанчам, была обнаружена в 1873 году. После реставрацинных работ, проведённых в 1970-х годах и позже, пещера была вновь открыта для посетителей в 2006 году.
- Кладбище Тумуло-де-ла-Гуанча, датируемое XI веком, расположено в 2 км от города. В 1936 году на этом месте было обнаружено последнее из известных мест захоронения аристократии гуанче.
- Дом-музей Антонио Падрона, известного гальдарского художника-экспрессиониста, скульптора, композитора, керамика. Его работы являются уникальными для культуры Канарских островов XX века — Падрон сочетал экспрессионизм с красками, типичными для Канар, передавая тем самым дух архипелага.